# La película Pokémon: Diancie y la crisálida de la destrucción
Pokémon the Movie XY Hakai no Mayu to Diancie (ポケモン・ザ・ムービーXY 破壊の繭とディアンシー Pokemon Za Mūbī Ekkusu Wai Hakai no Mayu to Dianshī?, Pokémon La Película XY: La Crisalida de la Destrucción y Diancie), conocida en Estados Unidos como Diancie and the Cocoon of Destruction, es la decimoséptima película de anime Pokémon y la primera película de la serie XY. La película fue estrenada en los cines el 19 de julio de 2014. La película cuenta con la Joya de Pokémon, Diancie, junto Xerneas, la Pokémon Vida, y Yveltal, la destrucción de Pokémon.

## Argumento
En un país llamado "Dominio de diamante" (ダ イ ヤ モ ン ド 鉱 国 Daiyamondo Kōkoku) se encuentra el poderoso corazón del diamante (聖 な る ダ イ ヤ Seinaru Daiya, "Santo Diamond"), que ha servido como fuente del reino de energía y mantiene la Ore País durante siglos. Muchos viven en Melecie dominio Diamond, incluyendo su princesa - la Joya Pokémon, Diancie, que creó el corazón del diamante. Diancie ya no tiene el poder de controlar la corazón del diamante y su país se está cayendo en el caos como resultado. 
Un día, Diancie reúne con Satoshi y sus amigos y les pide que ir en un viaje para encontrar a al Pokémon Vida, Xerneas, con el fin de restaurar el corazón del diamante. De pie en su camino es la Pokémon Destrucción, Yveltal, que una vez le robó toda la vida en la Región Kalos. Durante su viaje son atacados por el Equipo Rocket, así como la ladrones de joyas Marilyn Flame y Ninja Riot. Ellos son ayudados por Millis acero y su padre Argus, los viajeros que también se encuentran con la Crisalida de Destrucción.

## Personajes

### Humanos
Ash (サトシ Satoshi?)
 Seiyū: Rica Matsumoto
Clemont (シトロン Shitoron?, Citron)
 Seiyū: Yūki Kaji
Bonnie (ユリーカ Yuriks?, Eureka)
 Seiyū: Mariya Ise
Serena (セレナ?)
 Seiyū: Mayuki Makiguchi
Jessie (ムサシ Musashi?)
 Seiyū: Megumi Hayashibara
James (コジロウ Kojirō?)
 Seiyū: Shinichirō Miki
Millis Steel (ミリス·スティール Mirisu Sutīru?)
 Seiyū: Shoko Nakagawa
Argus Steel (エリックアルガス·スティール Arugasu Sutīru?)
 Seiyū: Reiji Nakagawa
Marilyn Flame (マリリン·フレーム Maririn Furēmu?)
 Seiyū: Rika Adachi

### Pokémon
Pikachu (ピカチュウ?)
 Seiyū: Ikue Otani
Meowth (ニャース Nyāsu?, Nyarth)
 Seiyū: Inuko Inuyama
Diancie (ディアンシー Dianshī?)
 Seiyū: Marika Matsumoto
Xerneas (ゼルネアス Zeruneasu?)
 Seiyū: Yoshiko Mita
Yveltal (イベルタル Iberutaru?)

## Recepción
Diancie and the Cocoon of Destruction recibió críticas mixtas a positivas por parte de la audiencia y los fanes. En el sitio web Rotten Tomatoes la audiencia le dio una aprobación de 64%, basada en más de 100 votos, con una calificación promedio de 3.6/5. En la página web IMDb tiene una calificación de 5.5 basada en más de 400 votos. 
En la página Anime News Network posee una puntuación aproximada de 6 (decente), basada en más de 10 votos, mientras que en MyAnimeList tiene una calificación de 6.8, basada en más de 4000 votos.